# Rose Stoppel
Rose Stoppel (* 26. Dezember 1874 in Bündtken, Ostpreußen; † 30. Januar 1970 in Hamburg) war die erste Professorin für Botanik in Deutschland. Ihr offizielles botanisches Autorenkürzel lautet „Stoppel“.

## Leben

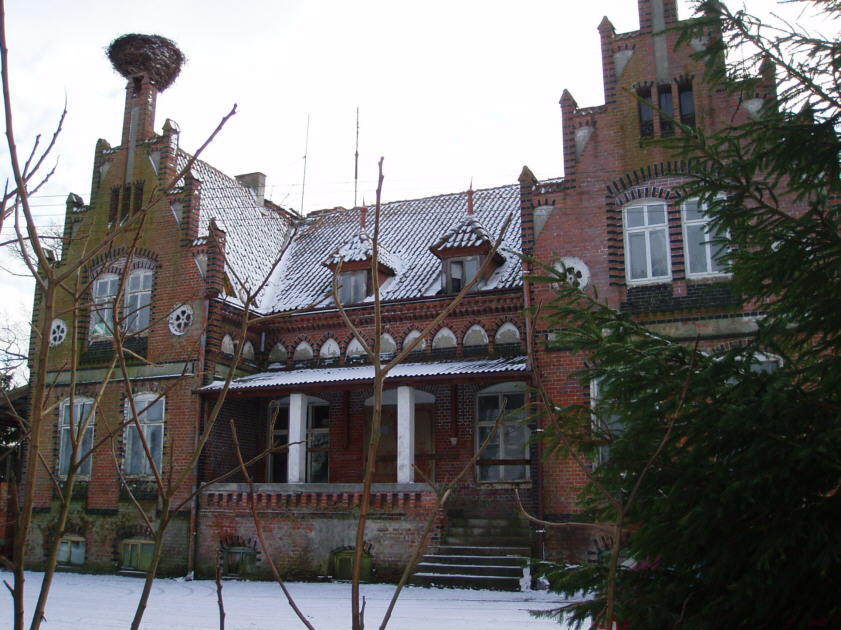
Ehemaliges Herrenhaus des Gutes Bündtken im heutigen Bądki. In diesem Haus wurde Rose Stoppel 1874 geboren

Stoppel wuchs auf dem Land in Ostpreußen auf. Nicht zuletzt weil ihr Vater früh starb, schien eine Akademikerinnenkarriere völlig utopisch für sie zu sein. Sie war zwölf Jahre als Hausgehilfin tätig. Ihr Weg in Richtung Ehe und Familie schien vorgezeichnet, doch sie träumte davon, Forscherin zu werden, und setzte den Plan Stück für Stück durch. Sie machte eine Gartenbaulehrzeit und sammelte Erfahrung als botanische Zeichnerin in Berlin. 1904 konnte sie inzwischen 29-jährig, durch ihre Mutter gefördert, extern das Abitur machen. Danach studierte sie in Berlin, Straßburg und Freiburg im Breisgau Biologie. Schon als Studentin erkannte sie als erste, dass Pflanzen nachts anscheinend Schlafbewegungen machen. Über dieses Thema promovierte sie 1910 in Freiburg bei Hans Kniep. Danach arbeitete sie als unterbezahlte Assistentin. Im Gegensatz zu ihren männlichen Kollegen bekam sie nur 30 statt 100 Mark monatlich.
Als 1919 die Universität Hamburg gegründet wurde, war Rose Stoppel die erste Frau, die dort einen Lehrauftrag erhielt. 1924 habilitierte sie sich und wurde 1929 als erste Frau in Deutschland Professorin für Botanik, wenn auch ohne Beamtenstatus. Im November 1933 unterzeichnete sie das Bekenntnis der deutschen Professoren zu Adolf Hitler. 1937 trat sie der NSDAP bei.
Als sie Ende der 30er Jahre mit Hilfe der Notgemeinschaft der deutschen Wissenschaft eine Expedition nach Island mit drei Mitarbeitern ermöglicht bekam, war sie wieder die erste Frau, die so ein Unternehmen leitete. Die in Island sehr abweichenden Verhältnisse veranlassten weiterführende Untersuchungen über den Tagesrhythmus des Menschen.
Zu Beginn des Zweiten Weltkrieges, Ende 1939, war sie aushilfsweise mehrere Monate als Mathematiklehrerin am Gymnasium Stormarnschule in Ahrensburg tätig. Im Jahre 1944, bereits 70-jährig, ging sie in den Ruhestand.
Kurz nach ihrem 95. Geburtstag starb sie in einem Hamburger Stift.

## Werke
- Über den Einfluß des Lichtes auf das Öffnen und Schließen einiger Blüten, Dissertation, Universität Freiburg 1910
- Beitrag zum Problem der Perzeption von Licht- und Schwerereiz durch die Pflanze, Habilitationsschrift, Universität Hamburg 1924
- Pflanzenphysiologische Studien, Jena 1926